# الکاپور
الکاپور (به انگلیسی: Alkapuri) یک منطقهٔ مسکونی در هند است که در گجرات واقع شده‌است.